# Satyrus conradti
Satyrus conradti är en fjärilsart som beskrevs av Alphéraky 1894. Satyrus conradti ingår i släktet Satyrus och familjen praktfjärilar. Inga underarter finns listade.